# Gravimetrische Staubmessung
Die gravimetrische Staubmessung, auch Gravimetrie genannt, ist ein Verfahren zur Bestimmung von Schwebstaub und Staubemissionen. Bei diesem Messverfahren wird Staub auf einem Filter abgeschieden und anschließend gewogen. Die gravimetrische Staubmessung wird zur Kalibrierung automatischer Staubmessgeräte verwendet. Die systematische gravimetrische Staubmessung begann im Jahr 1950; ein Standard wurde im Jahr 1971 implementiert.

## Verfahrensbeschreibung
Bei der gravimetrischen Staubmessung wird das staubbeladene Gas durch einen zuvor konditionierten und gewogenen Filter geleitet, wodurch der im Gas enthaltene Staub auf dem Filter abgeschieden wird. Anschließend wird die beaufschlagte Filterfläche getrocknet und gewogen. Die auf dem Filter abgeschiedene Staubmasse bezogen auf das erfasste Gasvolumen ergibt die durchschnittliche Staubkonzentration des Gases.
Die gravimetrische Staubmessung erfasst nur Partikel, die auf dem Filter abgeschieden werden. Darum müssen die erzielbaren Abscheidegrade der verwendeten Filtermaterialien für ausgewählte Prüfaerosole deutlich über 99 % liegen.
Die gravimetrische Staubmessung ist sowohl für Emissions- als auch für Immissionsmessungen anwendbar. Auch Messungen am Arbeitsplatz sind möglich. Bei Immissionsmessungen wird im Vergleich zu Emissionsmessungen üblicherweise ein längerer Zeitraum benötigt, bis sich eine ausreichend große Staubmenge auf der Filterfläche gesammelt hat. In der Regel beträgt die Sammeldauer bei Immissionsmessungen 24 Stunden.

## Fehlerquellen
Mögliche Fehlerquellen sind Wägefehler und Staubablagerungen außerhalb des Filters. Ebenso können Undichtigkeiten in der Messapparatur zu fehlerhaften Messergebnissen führen.
Im Fall von Emissionsmessungen kann es bei nicht-isokinetischer Probenahme zu Fehlern kommen, wenn zu wenig oder zu viel Partikel auf dem Filter abgeschieden werden. Ebenso kann sich bei der extraktiven Probenahme Staub in der Rohrleitung, die zum Messgerät führt, ablagern.